# ژاناتاس
ژاناتاس (ینی‌تاش) (به قزاقی: Жаңатас، جاڭاتاس) یک شهر در قزاقستان است که در استان جامبیل واقع شده‌است.
نام ژاناتاس (صورت قزاقی ینی‌تاش) به معنای «سنگ نو» است و کانی‌های فسفریت که در این منطقه پیدا شده اشاره دارد.

## خصوصیات
ژاناتاس ۲۰٬۷۳۱ نفر جمعیت دارد.